# Милован Грбовић
Милован Грбовић (Мратишић код Ваљева ? — ? 1808) је био кнез и војвода из Првог српског устанка.
Још пре устанка помагао је остарелом оцу Николи обер-кнезу Колубарске кнежине у Ваљевској нахији, у вођењу кнежинских послова. Учесник је у борбама против покушаја Османа Пазван-Оглуа да завлада Београдсјким пашалуком.
Од почетка устанка налазио се на челу војске Колубарске кнежине, а затим је постао кнез. Учествовао је у борбама за ослобођењу Ваљева, у опсади Београда 1804, а највише у у борбама на Дрини, где се нарочито истакао у 1806. (Чучуге, Братачић и др.)